# Test cricket

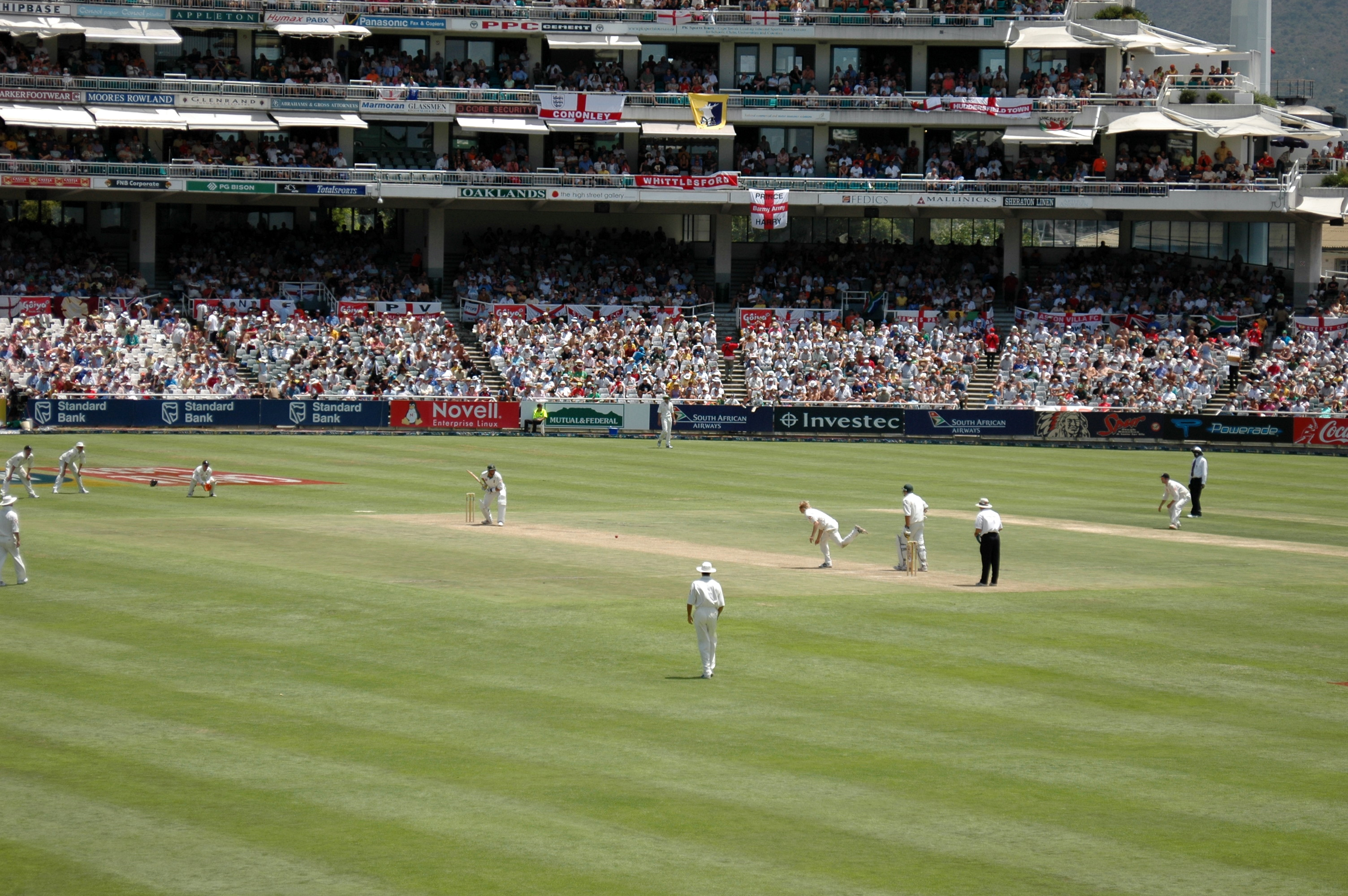
Un Test match tra Sudafrica e Inghilterra nel gennaio 2005 al Newlands Cricket Ground di Città del Capo

Il Test cricket è una delle tre forme ufficiali per gli incontri di cricket, facente parte del First Class cricket, e rappresenta la forma tradizionale e storicamente più prestigiosa di tale sport. Un incontro di Test (Test match) stabilisce il valore delle squadre che lo disputano ed è un privilegio riservato solo alle nazionali che godono del Test status; attualmente questo status è concesso solo alle 12 formazioni full members dell'International Cricket Council (ICC). I test match vengono giocati in numero limitato a causa del grande dispendio di tempo e di risorse, per questo nel corso degli anni hanno preso sempre più piede le forme One Day International e Twenty20.

## Storia
Il nome "test" ("prova" in inglese) deriva dall’abbreviazione di "test of strength and competency" ("prova di forza e competenza") tra le squadre che si affrontano. È stato utilizzato per la prima volta in occasione della tournée in Australia di una squadra privata di giocatori inglesi nel 1861-1862, che affrontarono le selezioni delle allora colonie britanniche in Australia.
La locuzione divenne di uso comune dieci anni dopo quello che è riconosciuto come il primo test match ufficiale del cricket, disputato il 15 marzo 1877 al Melbourne Cricket Ground tra Inghilterra e Australia, in cui gli australiani prevalsero per 45 runs.

## Caratteristiche
Affinché un incontro di cricket sia considerato un test match, deve soddisfare inequivocabilmente tutte le seguenti caratteristiche:
- L'incontro deve essere giocato secondo le Leggi del cricket, ovvero il regolamento ufficiale dell'ICC.
- La durata massima prevista dell'incontro deve essere di massimo 5 giorni[3].
- L'incontro deve essere disputato in un impianto a cui l'ICC riconosce lo status di Test Cricket Ground.
- Le due squadre sono formate da 11 giocatori ciascuna.
- L'incontro deve essere disputato sull'erba naturale e non su altri tipi di superfici naturali o sintetiche.
- Lo status di test match viene assegnato esclusivamente dall'ICC.
- Ogni squadra ha diritto a completare due turni di battuta.

## Svolgimento di una partita

### Tempo di gioco
Il test cricket è giocato da due squadre di 11 giocatori in un periodo che può durare diversi giorni (fino ad un massimo di 5). Ogni giorno si giocano tre sessioni di partita da due ore ciascuna, intervallati da due pause; una di 40 minuti per il pranzo e una di 20 minuti per il tè. Le sessioni di gioco sono così organizzate:
- Prima sessione: 11:00 – 13:00
- Seconda sessione: 13:40 – 15:40
- Terza sessione: 16:00 – 18:00

Sono previste in aggiunta ulteriori soste di 5 minuti per dissetarsi (generalmente dopo un'ora di gioco continuo) e di 10 minuti tra il termine di un innings e un altro. Secondo le regole attuali, è prevista una quota minima giornaliera di 90 over: se tale quota non dovesse essere raggiunta, l'ultima sessione può essere prolungata di 30 minuti. Gli orari tuttavia non sono fissi e possono subire variazioni per diverse cause, principalmente per via delle condizioni meteorologiche.

#### Timeless test
Il timeless test è un test match con nessuna limitazione di tempo.

### Ordine di gioco
Il test cricket concede due innings (il termine va usato con la s anche al singolare) ad ogni squadra. Durante un innings una squadra è in battuta e l'altra è al lancio.
Prima della partita i due capitani e l'arbitro si incontrano al centro del campo per il lancio della moneta, il vincitore deciderà se battere o lanciare durante il primo innings. Al termine di ogni innings, le squadre si cambiano i ruoli (chi era al lancio passa in battuta, e viceversa).
Nel caso in cui la squadra seconda in battuta venga eliminata per un punteggio inferiore di oltre 200 run a quello della prima, il capitano di quest'ultima ha la facoltà di imporre agli avversari di tornare subito in battuta per il loro secondo innings (follow on).

### Fine di un Innings
Un innings può terminare in due modi:
- Dieci giocatori della squadra in battuta vengono eliminati.
- Il capitano della squadra in battuta, ritenendo soddisfacente il punteggio, esegue la dichiarazione, con la quale pone volontariamente fine al proprio Innings.

### Risultato
Una partita può finire in 3 modi:
- Vittoria di una delle due squadre e sconfitta dell'altra. Per vincere un test match, è necessario segnare più run degli avversari ed eliminarne tutti i battitori (per due volte)
- Patta (Draw), che si ha sia nel caso che allo scadere del tempo di gioco nessuna delle due squadre sia riuscita ad completare tutte le eliminazioni, sia in quello che solo una squadra abbia eliminato tutti i battitori avversari ma l'altra abbia complessivamente segnato più run.
- Parità (Tie), possibile nel caso che le due squadre completino le eliminazioni con un numero di run esattamente identico (evento possibile ma estremamente raro, in circa 2.000 test match si è verificato solo in 2 occasioni).

## Nazioni che giocano il Test
| Ordine | Squadra                       | Data del primo Test Match | Note                                                                                       |
| ------ | ----------------------------- | ------------------------- | ------------------------------------------------------------------------------------------ |
| 1      | Australia                     | 15 marzo 1877             |                                                                                            |
| 1      | Inghilterra                   | 15 marzo 1877             | Giocatori di Inghilterra e Galles                                                          |
| 3      | Sudafrica                     | 12 marzo 1889             | Espulso tra il 10 marzo 1970 e il 10 luglio 1991 per via dell'apartheid.                   |
| 4      | Indie Occidentali Britanniche | 23 giugno 1928            | Giocatori di diverse nazioni indipendenti dei Caraibi.                                     |
| 5      | Nuova Zelanda                 | 10 gennaio 1930           |                                                                                            |
| 6      | India                         | 25 giugno 1932            | Prima della partizione dell'India nel 1947 comprendeva anche Pakistan e Bangladesh.        |
| 7      | Pakistan                      | 16 ottobre 1952           | Prima della Guerra di liberazione del Bangladesh nel 1971 comprendeva anche il Bangladesh. |
| 8      | Sri Lanka                     | 17 febbraio 1982          |                                                                                            |
| 9      | Zimbabwe                      | 18 ottobre 1992           | Volontariamente autosospeso (su sollecitazione dell'ICC) tra gennaio 2006 e maggio 2011    |
| 10     | Bangladesh                    | 10 novembre 2000          |                                                                                            |
| 11     | Irlanda                       | 11 maggio 2018            |                                                                                            |
| 12     | Afghanistan                   | 14 giugno 2018            |                                                                                            |

## Record

### Presenze
| Presenze                  | Giocatore        | Anni      |
| 200                       | Sachin Tendulkar | 1989–2013 |
| 168                       | Steve Waugh      | 1985–2004 |
| 168                       | Ricky Ponting    | 1995–2012 |
| 166                       | Jacques Kallis   | 1995–2013 |
| 164                       | Rahul Dravid     | 1996–2012 |
| Aggiornato: 8 luglio 2015 |                  |           |

### Runs totali
| Runs                      | Giocatore         | Anni          |
| 15.921 (329 innings)      | Sachin Tendulkar  | 1989–2013     |
| 13.378 (287 innings)      | Ricky Ponting     | 1995–2012     |
| 13.289 (280 innings)      | Jacques Kallis    | 1995–2013     |
| 13.288 (286 innings)      | Rahul Dravid      | 1996–2012     |
| 12.305 (229 innings)      | Kumar Sangakkara† | 2000–Presente |
| Aggiornato: 8 luglio 2015 |                   |               |

### Wickets totali
| Wickets                   | Giocatore            | Partite | Media |
| 800                       | Muttiah Muralitharan | 133     | 22.72 |
| 708                       | Shane Warne          | 145     | 25.41 |
| 619                       | Anil Kumble          | 132     | 29.65 |
| 563                       | Glenn McGrath        | 124     | 21.64 |
| 519                       | Courtney Walsh       | 132     | 24.44 |
| Aggiornato: 8 luglio 2015 |                      |         |       |